# Béres József (tudós)
Béres József (Záhony, 1920. február 7. – Budapest, 2006. március 26.) Széchenyi-díjas kutató, a Béres Csepp megalkotója.

## Élete
Kezdetben gyári munkás volt Záhonyban a fűrésztelepen, majd 1938–1940 között kertészetet tanult a Duna–Tisza közi Mezőgazdasági Kamara Kertmunkásképző Iskolájában, Kecskeméten. 1941-ben bevonult katonának, közben középiskolai levelező tanuló a kassai II. Rákóczi Ferenc Premontrei Gimnáziumban. 1943-ban frontszolgálatra került, így tanulmányai is félbemaradtak. 1945-ben jött vissza a frontról, sebesülések következtében bal karja és válla megbénult. 1947-ig hadigondozott volt, jövedelmét kertészkedésből egészítette ki. 1947-ben feleségül vette Papp Katalin tanítónőt. 1948-ban, 28 évesen a nyíregyházi Kossuth Lajos Evangélikus Gimnáziumban  leérettségizett. Ebben az évben megszületett leányuk, Katalin, majd négy évvel később, 1952-ben megszületett fiuk, József. 1948–1950-ben szövetkezeti ügyvezetőként dolgozott Záhonyban, majd építőipari munkás volt Nyírmadán.
1954–1963 között az Állami Mezőgazdasági Gépállomás kisvárdai laboratóriumát vezette. Közben 1961–1965 között a Gödöllői Agrártudományi Egyetem Mezőgazdaság-tudományi Karán egyetemi tanulmányokat folytatott, ahol 1965-ben, 45 évesen diplomázott agrármérnökként. 1964–1989 között a Nyírségi Mezőgazdasági Kísérleti Intézet tudományos munkatársa, az intézet Tudományos Tanácsának tagja volt. 1955–1972 között talajtani, analitikai, talajgenetikai, térképszerkesztési, üzemtani, kórélettani, környezetvédelmi, kemizálási, tápanyag-gazdálkodási tanfolyamokat végzett.
1968-ban általános élettanból és agrobiokémiából Summa cum laude doktori címet szerzett. 1973–1976 között másodállásban a Kisvárdai Járási Kórház laboratóriumában dolgozott.
1972-ben alkotta meg a nyomelemeket komplex formában tartalmazó humángyógyászati készítményt, amelynek a Béres Csepp nevet adta. 1972 és 1986 között a küzdelem időszaka következett. Politikai és szakmai indulatok övezték a Béres Cseppet. A hatóságok börtönnel fenyegették id. dr. Béres Józsefet, ha terjeszti a készítményt. 1975-ben kuruzslás vádjával bűnvádi eljárás indult ellene. Ekkor társadalmi mozgalom indult mellette, amelynek egyik illusztris, önzetlen hangadója Nagy László költő volt. Pozsgay Imre is támogatta, így 1976-ban megtörtént a készítmény szabadalmi bejelentése. 1978-ban társadalmi nyomásra a Herbária forgalmazni kezdte a Béres Cseppet. 1989-ben a készítmény forgalmazására megalakult a Béres Részvénytársaság.
2000-ben a Béres Cseppet hivatalosan is gyógyszerré nyilvánították, amely az immunrendszer működésének, a szervezet ellenálló képességének támogatására ajánlott, valamint kiegészítő terápiaként tumoros betegségben szenvedők általános állapotának, közérzetének javítására.
A Történelmi Vitézi Rend 2005-ben nyolcvanötödik életévében a második világháborús érdemei alapján tagjai közé fogadta.
Dr. Béres József, Széchenyi-díjas kutató 2006. március 26-án rövid betegség után hunyt el Budapesten.
2013 szeptemberében a Béres Csepp és Béres Csepp Extra készítmények bekerültek azon kiemelt nemzeti értékek körébe, amelyek a magyarságra jellemző tulajdonságukkal, egyediségükkel, különlegességükkel és minőségükkel a magyarság csúcsteljesítményének tekinthetők és amelyeket belföldön és külföldön egyaránt a magyarság eredményeként, kiemelt értékeként tartanak számon. A Hungarikum Bizottság döntésével a Béres Csepp lett az első gyógyszerkészítmény, amely felvételt nyert a Hungarikumok Gyűjteményébe.

## Emlékezete
- 1986-ban Kósa Ferenc filmrendező tíz év után engedélyt kapott „Az utolsó szó jogán” című dokumentumfilmjének befejezésére, amelyet 1987-ben mutattak be. A filmet 1976-ban és 1986-ban forgatták a tudósról és munkásságáról.[5]
- 1999-ben „Szirtfoknak lenni” címmel megjelent Béres Klára id. dr. Béres Józsefről szóló életrajzi könyve.
- 2000-ben Mészáros Miklós portréfilmet készített „Vadócba rózsát...” címmel a feltalálóról, 2002-ben pedig újabb dokumentumfilmet alkotott a cseppekről. „Az utolsó szó után” című művében olyan egykori betegek is megszólaltak, akik már 26 évvel korábban, „Az utolsó szó jogán” című filmben is szerepeltek.
- 2007-ben az anarcsi Általános Iskolában id. dr. Béres József tiszteletére termet neveztek el.
- 2007-ben dr. Béres József emlékére egykori munkahelyén, Kisvárdán a Teichmann Telepen emléktábla került kihelyezésre.
- 2008. február 7-én a Semmelweis Orvostörténeti Múzeumban a magyar orvostudomány nagyjainak szobrai között elhelyezték dr. Béres József mellszobrát.
- 2009-ben Béres József sétányt avattak Szolnokon.
- 2009-ben megalakult a Béres József Tudományos Ismeretterjesztő Társulat Kisvárdai Egyesület.
- 2009-ben a Béres Gyógyszergyár Zrt. szolnoki telephelyén megnyílt a Béres József Emlékmúzeum.
- 2010-ben Béres József domborműves emléktáblát helyeztek el a Kisvárda Városi Könyvtár falán.
- 2012-ben felavatták Szolnokon a Béres Csepp parkot.
- 2012-ben felavatták a legendás feltalálóról elnevezett parkot Kisvárdán, a település szívében.
- 2012-ben Nagyhalász és Ibrány között felavatták a Dr. Béres József Egészségügyi Centrumot.
- 2012-ben az óbudai Keve-Kiserdei Általános Iskola felvette dr. Béres József nevét.[6]
- 2014. szeptember 20-án avatták fel Záhonyban a „Dr. Béres József Emlékpark”-ot, ahol elhelyezték első egész alakos bronzszobrát is.[7]
- 2014-ben egész alakos szobrot állítottak id. dr. Béres Józsefnek szülővárosában, Záhonyban.
- 2014-ben felavatták a Dr. Béres József laboratóriumot a Kisvárdai Bessenyei György Gimnáziumban
- 2014-ben Béres-termet avattak a Nyugat-magyarországi Egyetemen.
- 2015-ben Béres József szobrot avattak a Záhonyi Kandó Kálmán Közlekedési Szakközépiskola Dr. Béres József Kollégiumában.
- 2015-ben bemutatták Kabay Barna  Balázs Béla-díjas filmrendező és Petényi Katalin  Balázs Béla-díjas művészettörténész és egyetemi tanár „Béres József életútja” című dokumentumfilmjét.[8]
- 2015-ben Fazekas István: „A megvádolt” címmel történelmi drámát írt a feltaláló küzdelmeiről, melyet 2016-ban a kecskeméti Kelemen László Kamaraszínház és a budapesti Újszínház is színpadra állított.[9]
- 2016-ban „Cseppben az élet” címmel megjelenik a róla szóló életrajzi könyv kibővített változata.
- 2019 tavaszán négyrészes filmsorozatot mutatott be Béres József küzdelmeiről a Duna Televízió, Cseppben az élet címmel. Az MTVA megrendelésére elkészült filmsorozat mintegy tíz évet ölel fel a hatvanas évek derekától a hetvenes évek közepéig, a Béres Csepp megalkotójának drámai életszakaszára összpontosítva. A sorozatot Gyöngyössy Bence rendezte, a forgatókönyvíró Petényi Katalin, a producer Kabay Barna volt. Béres Józsefet Gáspár Tibor, Papp Katalint Huszárik Kata alakítja a sorozatban, a további főbb szerepekben Für Anikót, Lukács Sándort, Trokán Pétert és (Nagy László költő szerepében) Trill Zsoltot, illetve a negatív (vagy legalábbis kevésbé pozitív) szereplők oldalán Seress Zoltánt, Bede-Fazekas Szabolcsot, Hatházi Andrást és Székely B. Miklóst láthatják a nézők.
- 2020 február 6-án játékfilmet mutattak be melyet az élete alapján rendeztek "A feltaláló" címmel.[10]

### A feltaláló (film)
Visszafogott hangulatú, dokumentum jellegű film Béres József életéről. A film javarészt a feltaláló személyes indíttatású kutatásáról (a húga súlyos beteg lett, s rajta is segíteni akart) szól, amelynek eredménye lett a Béres Csepp. Bemutatja a bűnvádi eljárás néhány részletét, amit azért indítottak a tudós ellen, mert sarlatánságnak tartották kutatásait. A filmben elhangzik Kádár neve, s meglepő fordulattal zárul az ügyészségi és bírósági eljárás: felmentik a vádak alól Béres Józsefet, engedélyezik a cseppek előállítását és azt gyógyhatású készítményként a HERBÁRIA Vállalat  kereskedelmi hálózatán keresztül forgalmazhatja. Érdekes módon egy negatív szereplő (Aczél György) javaslata valósul meg ebben a bírósági megoldásban, csak ő a filmben rosszul fejti ki a rendszer ajánlatát Béres Józsefnek. Szereplők: Gáspár Tibor, Huszárik Kata, Székely B. Miklós, Für Anikó, Hatházi András, Seress Zoltán, Trill Zsolt, Bede-Fazekas Szabolcs, Barbinek Péter, Lukács Sándor, Oberfrank Pál. Rendező: Gyöngyössi Bence.

## Kitüntetései
- Magyar fair play díj (1995)
- A Magyar Köztársasági Érdemrend tisztikeresztje (1997)
- Záhony Város Díszpolgára (1998)
- Ezüst Pelikán Díj (1999)
- Kisvárda Város Díszpolgára (2000)
- Magyar Örökség díj (2000)
- Pro Naturali Medicina plakett (2001)
- Szabolcs-Szatmár-Bereg Megyei Emlékérem Ezüst fokozata (2002)
- Széchenyi-díj (2002)
- A Magyar Köztársaság Elnökének Érdemérme (2002)
- Üzleti Tisztességért Díj (2002)
- Év Vállalkozója Díj (2002)
- Lónyay Menyhért Emlékérem (2003)
- Hűség a Hazához Érdemrend Nagykeresztje (2004)
- Vitézi Rend Arany Nemzetvédelmi Keresztje Vitézi Ékítménnyel (2006)
- Vitézi Jubileumi Kereszt (2006)
- Szent Rita-díj (2006)
- Pro Comitatu Díj /posztumusz elismerés/ (2007)
- Szent István-díj /posztumusz elismerés/ (2009)
- Heim Pál Egészség Díj /posztumusz elismerés/ (2010)
- Árpád-pajzs /posztumusz elismerés/ (2012)

## Művei
- Béres J. (1963): A talajkémiai és biokémiai tényezők döntő szerepe a burgonya leromlásában. Agrokémia és Talajtan, 12(1):145–156.
- Kisvárda természetföldrajza; s.n., Bp., 1975 (A kisvárdai Vármúzeum kiadványai)
- Béres csepp. Első kézből a Béres cseppről; Biokultúra Egyesület, Bp., 1988
- Béres csepp plusz. Egyedülálló nyomelempótló készítmény és felhasználása a humán medicinában; főszerk. Béres József, összeáll. Béres József et al.; Béres Rt., Bp., 1994 (Béres kiadványok)
- Béres József–Laczkó Katalin: Betegségmegelőzés és kezelés Béres csepp plusszal; Béres Rt., Bp., 1995 (Béres kiadványok)
- Béres József–Németh Hermina: A tudatos táplálkozás; Béres Rt., Bp., 1996 (Béres kiadványok)
- A burgonya levélsodródás és a dohány érbarnulás betegsége; Béres Rt., Bp., 1998
- A malignus daganatok biológiai, biokémiai okai; Béres Rt., Bp., 2000